# Redonda
Redonda è un'isola disabitata dell'arcipelago delle Antille, dipendenza del piccolo Stato caraibico di Antigua e Barbuda.

## Storia
Durante il suo secondo viaggio, Cristoforo Colombo scoprì l'isola e la battezzò Santa María la Redonda. Tuttavia, dato che Redonda si presentava come una piccola isola di appena 3 km² di superficie, non destò alcun interesse per le potenze coloniali, tant'è che per secoli essa servì da rifugio dei corsari.
Un certo interesse per l'isola si ebbe verso la fine del XIX secolo, quando gli inglesi decisero di annettersi Redonda, temendo che gli Stati Uniti potessero fare altrettanto al fine di sfruttare i giacimenti di fosfati presenti, che si generavano a partire dal guano prodotto dagli uccelli che popolavano Redonda. Da allora Redonda seguì le sorti dell'Impero britannico prima e dello Stato di Antigua e Barbuda poi. Lo sfruttamento minerario dell'isola continuò sino agli inizi del 1900, quando la società mineraria che operava sull'isola ne decise l'abbandono, lasciando Redonda alla sua antica solitudine.
Verso il 1865 venne scoperto un giacimento di fosfato, portando sull'isola diverse decine di operai. Sempre nello stesso anno, fu acquistata dal banchiere di origine irlandese e residente a Montserrat Matthew Dowdy Shiell che volle così celebrare la nascita del suo primo figlio maschio, Matthew Phipps Shiell, che nel 1880 fu incoronato re di Redonda con il titolo di King Felipe a seguito di una cerimonia officiata dal vescovo di Antigua.
Nel corso degli anni gli Shiell rivendicarono invano il possesso dell'isola di fronte all'Ufficio Coloniale Britannica che, comunque, permise loro di continuare ad usare il titolo reale. Pur trattandosi di un regno fittizio, il mito è arrivato sino ai giorni nostri. Infatti il trono passò in seguito al poeta e bibliografo neo-romantico John Gawsworth (re H. M. Juan I) che, a sua volta, lo passò all'editore John Wynne-Tyson (H. M. Juan II). Nel 1997 Wynne-Tyson abdicò in favore del romanziere spagnolo Javier Marías (H. M. Xavier I).